# Gostinica
Gostinica (cyr. Гостиница) – wieś w Serbii, w okręgu zlatiborskim, w mieście Užice. W 2011 roku liczyła 557 mieszkańców.